# Iłowo (Nawrocko)
Iłowo – kolonia wsi Nawrocko w Polsce, położona w województwie zachodniopomorskim, w powiecie myśliborskim, w gminie Myślibórz.
W latach 1975–1998 kolonia administracyjnie należała do województwa gorzowskiego.